# Линдберг, Али
Али Линдберг (швед. и фин. Alie Lindberg, настоящее имя Александра Алиса Линдберг, англ. Alexandra Alice Lindberg; 19 мая 1849, Кастельхольм, Аландские острова — 27 ноября 1933, Стокгольм) — финская пианистка. Сестра Карла Юхана Линдберга.
Али Линдберг была вундеркиндом и уже в пятилетнем возрасте исполняла сонаты Моцарта и Бетховена. В 1865—1867 годах училась в Дрездене у Теодора Бертольда, затем в 1869—1870 годах в Берлине у Карла Таузига, начиная с 1871 года бывала в Веймаре у Ференца Листа, включившего её выступление в один из публичных концертов, получивших сочувственный отзыв критики; наконец в 1875—1876 годах совершенствовала своё мастерство в Санкт-Петербурге у Адольфа Гензельта.
Концертировала в Германии, Великобритании, скандинавских странах, преподавала в Кракове и в Лондоне. В Бергене исполнила фортепианный концерт Эдварда Грига с оркестром под управлением автора. В 1882 году обосновалась в Стокгольме.